# Yannick Bisson
Yannick Denis Bisson (nacido el 16 de mayo de 1969) es un actor y director de cine y televisión canadiense. Es famoso por interpretar al detective William Murdoch en la serie Murdoch Mysteries durante más de 15 años, desde 2008.

## Primeros años
Bisson nació en Montreal, Quebec, y tiene ascendencia francesa e inglesa.  Se trasladó a Toronto, Ontario, cuando era adolescente y su carrera como actor comenzó cuando aún estaba en el instituto. Su padre, al observar el interés de su hijo por la interpretación, le animó a responder a un anuncio de periódico en el que se buscaban "niños actores".

## Carrera
El primer papel importante de Bisson fue en la película de la semana de CBC de 1984, Hockey Night, junto a Megan Follows y Rick Moranis. Protagonizó la serie de televisión canadiense Learning the Ropes, de 1988 a 1989. De 1994 a 1997, protagonizó la serie de acción sindicada High Tide, coprotagonizada por Rick Springfield. En 1998 se trasladó de Los Ángeles a Vancouver, en la Columbia Británica, para protagonizar la serie de la CBC, Nothing Too Good for a Cowboy. Desde 2000 hasta 2004, tuvo un papel recurrente como el abogado Brian Tedrow en el drama de Showtime, Soul Food.
Protagonizó el papel del agente del FBI Jack Hudson en la serie de televisión Sue Thomas: F.B.Eye, del canal PAX, y en el drama de corta duración de la CBC, Nothing Too Good for a Cowboy.
Apareció en la segunda temporada de Falcon Beach así como en varias películas por cable de Lifetime, como Crazy for Christmas y I do (but I don't), y en la película de Disney Channel, Genius. Bisson fue una estrella invitada en Flashpoint y protagonizó las películas para televisión Hermanos por elección y Keshan. Apareció como Jon en todas las películas de Roxy Hunter hasta la fecha. Bisson aparece en una serie de anuncios publicitarios para el CIBC. En 2001 protagonizó la película para televisión, Loves Music, Loves to Dance basada en el libro de Mary Higgins Clark. Puso la voz a Ferdie en la serie de animación infantil El mundo de Maxie.
Bisson interpreta el papel principal en la serie dramática de CBC Television Murdoch Mysteries' y debutó como director con el episodio de la cuarta temporada de la serie, "Buffalo Shuffle". 
A partir del 30 de diciembre de 2013, Bisson protagonizó como profesor de preescolar en The Adventures of Napkin Man! en CBC Television.
Bisson fue galardonado con el Fan's Choice Award en los Canadian Screen Awards 2016 el 13 de marzo de 2016. Murdoch Mysteries ha sido galardonada con varios Canadian Screen Award Golden Screen Awards en 2017, 2018 y 2020.
El 13 de marzo de 2016, Bisson recibió el premio Fan's Choice en los Canadian Screen Awards 2016. La serie Murdoch Mysteries ha sido galardonada con varios Canadian Screen Award Golden Screen Awards en 2017, 2018 y 2020.
Bisson interpretó a Martin Bartell, en la serie de Hallmark Channel, Aurora Teagarden' Misteries. Es presentado en "Three Bedrooms, One Corpse" como un agente de la CIA, Bartell, que se muda a la ciudad, se enamora de Teagarden y más tarde sale con ella. Bisson abandonó la serie en 2018, ya que su personaje no aparece en las novelas posteriores. 
Bisson recibió el ACTRA Toronto Award of Excellence en 2017 por toda una vida de trabajo.
Bisson fue el presentador del reality show Star Racer de Discovery Canada Channel.

## Vida personal
Yannick Bisson está casado con Chantal Craig, una ex actriz, modelo, animadora de los Toronto Argonauts e instructora de fitness que actualmente trabaja como creadora de contenidos televisivos y escritora.
La pareja se conoció en el instituto y se casó en 1990.Tienen tres hijas: Brianna, Dominique y Mikaela. Craig hizo apariciones como invitada en dos de las series de televisión de Bisson, Sue Thomas: F.B.Eye y Murdoch Mysteries. Su hija interpretó a "Penny Renton" en un episodio de Murdoch Mysteries titulado "Amor y restos humanos". Dominique Bisson tuvo un papel como Gloria Abercrombie en un episodio de Murdoch Mysteries, temporada 2, titulado "Serpientes y escaleras". Craig es ahora conocida como Shantelle Bisson, productora, autora, experta en crianza y colaboradora habitual de Zoomer Magazine. Es propietaria de Shantilly's Place, un puerto deportivo en Kawartha Lakes, Ontario. 
[cita requerida]
Yannick Bisson también es un ávido ciclista y coleccionista de bicicletas. Anteriormente trabajó como albañil entre trabajos de actor para mantener a su familia..

## Filmografía

### Film
| Año  | Título                 | Papel                | Notas        |
| ---- | ---------------------- | -------------------- | ------------ |
| 1986 | Toby McTeague          | Toby                 |              |
| 1986 | My Pet Monster         | Rod                  | Vídeo        |
| 1986 | Where's Pete?          | Pete                 | Cortometraje |
| 1999 | Velocity Trap          | Franklin J. Robinson |              |
| 2004 | Some Things That Stay  | Dr. Ostrum           |              |
| 2005 | Crazy for Christmas    | Peter Archer         |              |
| 2008 | Animal 2               | Dillen               |              |
| 2008 | Nothing Really Matters | Leo                  |              |
| 2010 | Casino Jack            | Oscar Carillo        |              |
| 2012 | Your Side of the Bed'& | Steve                |              |
| 2016 | Static                 | Billy                | Cortometraje |
| 2016 | Year by the Sea        | Cahoon               |              |
| 2016 | Another WolfCop        | Swallows             |              |
| 2018 | Hellmington            | Profesor Freeborn    |              |
| 2020 | Anything for Jackson   | Rory                 |              |
| 2020 | A Perfect Plan         | Gerry                |              |

### Televisión
| Año          | Título                                                  | Papel                                   | Notas |
| ------------ | ------------------------------------------------------- | --------------------------------------- | --- |
| 1984         | Hockey Night                                            | Spear Kozak                             | TV film |
| 1986         | Brothers by Choice                                      | Scott                                   | TV film |
| 1986–88      | Danger Bay                                              | Larry / Todd                            | 2 episodios |
| 1987         | First Offender                                          | Jeff                                    | TV film |
| 1987         | Night Heat                                              | Regan                                   | Episodio: "The Kid" |
| 1987         | Maxie's World                                           | Ferdie (voz)                            | |
| 1988         | Alfred Hitchcock Presents                               | Ty                                      | Episodio: "Twisted Sisters" |
| 1988         | Learning the Ropes                                      | Mark Randall                            | Protagonista, 13 episodios |
| 1989         | Pray for Me, Paul Henderson                             | Mike Stanoulis                          | |
| 1989         | Rookies                                                 | Corey                                   | |
| 1989         | Street Legal                                            | Lennie Smith                            | Episodio: "Complex Offer" |
| 1991         | Gold: The World's Play                                  | Johnny                                  | TV film |
| 1991         | Gold: The Merchants of Venice                           | Johnny                                  | TV film |
| 1991         | Gold: The Dynamiters                                    | Johnny                                  | TV film |
| 1991         | Gold: Frenchie's Gold                                   | Johnny                                  | TV film |
| 1991         | Gold: A Fistful of Gold                                 | Johnny                                  | TV film |
| 1991–93      | The Hidden Room                                         | John / Glenn                            | 2 episodios |
| 1992         | Tropical Heat                                           | Harry Jr.                               | Episodio: "Double Fault" |
| 1992         | The Ray Bradbury Theater                                | Roger (18–22 años)                      | Episodio: Some Live Like Lazarus |
| 1992         | Catwalk                                                 | Nick                                    | Episodio: "Here Today" |
| 1993         | Matrix                                                  | Rick Beals                              | Episodio: "Blindside" |
| 1993         | Top Cops                                                | Mike Sheehan                            | Episodio: "Craig Gravel and Jerry Jones/Mike Sheehan and Stephen Davis" |
| 1994         | The Forget-Me-Not Murders                               | Greg Gale                               | TV film |
| 1994–97      | High Tide                                               | Joey Barrett                            | Protagonista, 63 episodios |
| 1995         | Young at Heart                                          | Joey                                    | TV film |
| 1999         | Genius                                                  | Mike MacGregor                          | TV film |
| 1999         | Relic Hunter                                            | Stavros Vordalos                        | Episodio: "Myth of the Maze" |
| 1999–2000    | Nothing Too Good for a Cowboy                           | Richmond P. Hobson, Jr.                 | Protagonista, 26 episodios |
| 2000         | The Moving of Sophia Myles                              | Rev. Young                              | TV film |
| 2000–04      | Soul Food                                               | Brian Tedrow                            | Papel recurrente, 14 episodios |
| 2001         | The Pretender 2001                                      | NSA Agent Edward Ballinger              | TV film |
| 2001         | Twice in a Lifetime                                     | Julian Fanshaw                          | Episodio: "Mama Mia" |
| 2001         | Mutant X                                                | Richard Saunders                        | Episodio: "Fool for Love" |
| 2001         | Undergrads                                              | Crougar / Stoner Dave (voz)             | Papel recurrente, 10 episodios |
| 2001         | Loves Music, Loves to Dance                             | Charley / Paul Nash                     | TV film |
| 2001         | The Day Reagan Was Shot                                 | Buddy Stein                             | TV film |
| 2002–05      | Sue Thomas: F.B.Eye                                     | Jack Hudson                             | Protagonista, 56 episodios |
| 2003         | See Jane Date                                           | Max Garrett                             | TV film |
| 2003         | Missing                                                 | Bruce Skeller                           | Episodio: "Thin Air" |
| 2003         | Playmakers                                              | Police Detective                        | Episodio: "Choice: Part 1" |
| 2004         | I Do (But I Don't)                                      | James "Jay" Corina                      | TV film |
| 2005         | Kevin Hill                                              | Austin Brooks                           | Episodio: "Sacrificial Lambs" |
| 2005         | Crazy for Christmas                                     | Peter Archer                            | TV film |
| 2006         | The Secrets of Comfort House                            | Curtis                                  | TV film |
| 2007         | Falcon Beach                                            | Michael Prescott                        | 4 episodios |
| 2007         | The Dresden Files                                       | Sergeant Darren Munzer                  | Episodio: "Second City" |
| 2007         | Roxy Hunter and the Mystery of the Moody Ghost          | Jon Steadman                            | TV film |
| 2008         | Roxy Hunter and the Secret of the Shaman                | Jon Steadman                            | TV film |
| 2008         | Roxy Hunter and the Myth of the Mermaid                 | Jon Steadman                            | TV film |
| 2008         | Roxy Hunter and the Horrific Halloween                  | Jon Steadman                            | TV film |
| 2008         | Urban Vermin                                            | Cuello alto                             | 2 episodios |
| 2008–present | Murdoch Mysteries                                       | Detective William Murdoch               | Protagonista, 155 episodios Produce 75 episodios Dirige seis episodios Nominado en los Premios ACTRA a la Interpretación Destacada - Conjunto (2017)                             |
| 2009         | Too Late to Say Goodbye                                 | Bobby Corbin                            | TV film |
| 2010         | Flashpoint                                              | Philip Sobol                            | Episodio: "Jumping at Shadows" |
| 2011         | The Listener                                            | Keith Shelton                           | Episodio: "Vanished" |
| 2012         | My Mother's Secret                                      | Dennis Coulson                          | TV film |
| 2012         | Beauty and the Beast                                    | Alex Webster                            | Episodio: "Pilot" |
| 2012         | Royal Canadian Air Farce                                | Det. William Murdoch                    | Episodio: "Air Farce New Year's Eve 2012" |
| 2013         | This Hour Has 22 Minutes                                | Él mismo                                | Artista invitado Temporada 20 episodio 18 |
| 2013–14      | The Adventures of Napkin Man!                           | Napkin Man Mister Anthony Mister Newman | Protagonista, 52 episodios Coproductor ejecutivo de 14 episodios Gana el Canadian Screen Award al mejor presentador de un programa o serie preescolar, infantil o juvenil (2015) |
| 2014         | Republic of Doyle                                       | Detective Bill Murdoch                  | Episodio: "If the Shoe Fits" |
| 2016         | Three Bedrooms, One Corpse: An Aurora Teagarden Mystery | Martin Bartell                          | TV film |
| 2016         | The Julius House: An Aurora Teagarden Mystery           | Martin Bartell                          | TV film |
| 2017         | Dead Over Heels: An Aurora Teagarden Mystery            | Martin Bartell                          | TV film |
| 2017         | A Bundle of Trouble: An Aurora Teagarden Mystery        | Martin Bartell                          | TV film |
| 2018         | Last Scene Alive: An Aurora Teagarden Mystery           | Martin Bartell                          | TV film |